# Adolfo Suárez

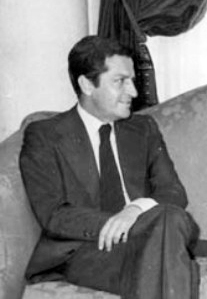
Adolfo Suárez

Adolfo Suárez González, (n. 25 septembrie 1932, Cebreros⁠(d), Castilia și León, Spania – d. 23 martie 2014, Madrid, Spania) a fost un politician spaniol și prim-ministru al Spaniei între anii 1976-1981, precedat de Carlos Arias Navarro și succedat de Leopoldo Calvo Sotelo.